# Xã Clay, Quận Monroe, Missouri
Xã Clay (tiếng Anh: Clay Township) là một xã thuộc quận Monroe, tiểu bang Missouri, Hoa Kỳ. Năm 2010, dân số của xã này là 301 người.